# Armée Patriotique Rwandaise FC
La Armée Patriotique Rwandaise Football Club (en español: Ejército Patriótico Ruandés Fútbol Club), conocido popularmente APR FC, es un equipo de fútbol de Ruanda que participa en la Primera División de Ruanda, la categoría máxima del fútbol en el país. Fue fundado en junio de 1993.

## Palmarés

### Títulos nacionales
- Primera División de Ruanda: 23

1995, 1996, 1999, 2000, 2001, 2003, 2005, 2006, 2007, 2009, 2010, 2011, 2012, 2014, 2015, 2016, 2018, 2020, 2021, 2022, 2023, 2024, 2025
- Copa de Ruanda: 14

1995, 1996, 1999, 2000, 2002, 2006, 2007, 2008, 2010, 2011, 2012, 2014, 2017, 2025
- Supercopa de Ruanda: 3

2002, 2016, 2018

### Títulos internacionales
- Copa de Clubes de la CECAFA: 3

2004, 2007, 2010

## Participación en competiciones de la CAF
| Temporada | Torneo                            | Ronda            | Club                   | Casa  | Visita | Global      |
| --------- | --------------------------------- | ---------------- | ---------------------- | ----- | ------ | ----------- |
| 1996      | Copa Africana de Clubes Campeones | Preliminar       | Young Africans FC      | 3-0   | 0-1    | 3-1         |
| 1996      | Copa Africana de Clubes Campeones | 1                | AS Bantous             | 2-0   | 0-1    | 2-1         |
| 1996      | Copa Africana de Clubes Campeones | 2                | Petro Atlético         | 2-0   | 0-3    | 2-3         |
| 1997      | Liga de Campeones de la CAF       | 1                | Mufulira Wanderers FC  | 0-1   | 1-4    | 1-5         |
| 1998      | Copa CAF                          | Preliminar       | Asmara Brewery         | 3-0   | 0-0    | 3-0         |
| 1998      | Copa CAF                          | 1                | Al-Hilal Omdurmán      | 0-1   | 1-2    | 1-3         |
| 1999      | Copa CAF                          | 1                | Canon Yaoundé          | 0-0   | 0-2    | 0-2         |
| 2000      | Liga de Campeones de la CAF       | Preliminar       | Renaissance FC         | 1-1   | 1-1    | 2-2 (4-3 p) |
| 2000      | Liga de Campeones de la CAF       | 1                | Espérance ST           | w.o.1 | 0-7    | 0-7         |
| 2002      | Liga de Campeones de la CAF       | Preliminar       | Hintsa FC              | 4-0   | 0-1    | 4-1         |
| 2002      | Liga de Campeones de la CAF       | 1                | Zamalek SC             | 0-0   | 0-6    | 0-6         |
| 2003      | Recopa Africana                   | 1                | US Kenya               | 8-0   | 1-2    | 9-2         |
| 2003      | Recopa Africana                   | 2                | Étoile du Congo        | 3-0   | 2-1    | 5-1         |
| 2003      | Recopa Africana                   | Cuartos de final | Asante Kotoko          | 1-0   | 1-2    | 2-2 (a)     |
| 2003      | Recopa Africana                   | Semifinales      | Julius Berger FC       | 2-0   | 0-3    | 2-3         |
| 2004      | Liga de Campeones de la CAF       | Preliminar       | Anseba SC              | 7-1   | 4-2    | 11-3        |
| 2004      | Liga de Campeones de la CAF       | 1                | Zamalek SC             | 4-1   | 2-3    | 6-4         |
| 2004      | Liga de Campeones de la CAF       | 2                | Africa Sports National | 1-0   | 0-1    | 1-1 (4-5 p) |
| 2004      | Copa Confederación de la CAF      | 3                | Enugu Rangers          | 1-0   | 0-3    | 1-3         |
| 2005      | Copa Confederación de la CAF      | Preliminar       | Green Buffaloes FC     | 3-1   | 0-1    | 3-2         |
| 2005      | Copa Confederación de la CAF      | 1                | KCC                    | 1-0   | 0-0    | 1-0         |
| 2005      | Copa Confederación de la CAF      | 2                | Ismaily SC             | w.o.2 | w.o.2  | w.o.2       |
| 2006      | Liga de Campeones de la CAF       | Preliminar       | AS Aviação             | 3-2   | 1-0    | 4-2         |
| 2006      | Liga de Campeones de la CAF       | 1                | FAR Rabat              | 2-1   | 0-1    | 2-2 (a)     |
| 2007      | Liga de Campeones de la CAF       | Preliminar       | Saint Eloi Lupopo      | 2-0   | 4-1    | 6-1         |
| 2007      | Liga de Campeones de la CAF       | 1                | Maranatha FC           | 2-0   | w.o.3  | 2-0         |
| 2008      | Liga de Campeones de la CAF       | Preliminar       | Zamalek SC             | 1-2   | 0-2    | 1-4         |
| 2009      | Copa Confederación de la CAF      | Preliminar       | Gor Mahia FC           | 1-0   | 5-0    | 6-0         |
| 2009      | Copa Confederación de la CAF      | 1                | Haras El Hodood        | 0-0   | 0-2    | 0-2         |
| 2010      | Liga de Campeones de la CAF       | Preliminar       | CRD do Libolo          | 2-2   | 1-0    | 3-2         |
| 2010      | Liga de Campeones de la CAF       | 1                | TP Mazembe             | 1-0   | 0-2    | 1-2         |
| 2011      | Liga de Campeones de la CAF       | Preliminar       | Club Africain          | 2-2   | 0-4    | 2-6         |
| 2012      | Liga de Campeones de la CAF       | Preliminar       | Tusker FC              | 1-0   | 0-0    | 1-0         |
| 2012      | Liga de Campeones de la CAF       | 1                | ES Sahel               | 0-0   | 2-3    | 2-3         |
| 2013      | Liga de Campeones de la CAF       | Preliminar       | Vital'O FC             | 1-2   | 1-0    | 2-2 (a)     |
| 2015      | Liga de Campeones de la CAF       | Preliminar       | Liga Muçulmana         | 2-1   | 0-0    | 2-1         |
| 2015      | Liga de Campeones de la CAF       | 1                | Al-Ahly                | 0-2   | 0-2    | 0-4         |
| 2016      | Liga de Campeones de la CAF       | Preliminar       | Mbabane Swallows       | 4-1   | 0-1    | 4-2         |
| 2016      | Liga de Campeones de la CAF       | 1                | Young Africans SC      | 1-2   | 1-1    | 2-3         |
| 2017      | Liga de Campeones de la CAF       | Preliminar       | Zanaco FC              | 0-1   | 0-0    | 0-1         |
| 2018      | Copa Confederación de la CAF      | Preliminar       | Anse Réunion FC        | 4-0   | 2-1    | 6-1         |
| 2018      | Copa Confederación de la CAF      | 1                | Djoliba AC             | 2-1   | 0-1    | 2-2 (a)     |
| 2018/19   | Liga de Campeones de la CAF       | Preliminar       | Club Africain          | 0-0   | 1-3    | 1-3         |
| 2020/21   | Liga de Campeones de la CAF       | Preliminar       | Gor Mahia              | 2-1   | 1-3    | 3-4         |
| 2021/22   | Liga de Campeones de la CAF       | 1                | Mogadishu City         | 2-1   | 0-0    | 2-1         |
| 2021/22   | Liga de Campeones de la CAF       | 2                | Étoile du Sahel        | 1-1   | 0-4    | 1-5         |
| 2021/22   | Copa Confederación de la CAF      | Playoff          | RS Berkane             | 0-0   | 1-2    | 1-2         |
| 2022/23   | Liga de Campeones de la CAF       | 1                | US Monastir            | 1-0   | 0-3    | 1-3         |
| 2023/24   | Liga de Campeones de la CAF       | 1                | Gaadiidka FC           | 1-1   | 2-0    | 3-1         |
| 2023/24   | Liga de Campeones de la CAF       | 2                | Pyramids FC            | 0-0   | 1-6    | 1-6         |
| 2024/25   | Liga de Campeones de la CAF       | 1                | Azam FC                | 2-0   | 0-1    | 2-1         |
| 2024/25   | Liga de Campeones de la CAF       | 2                | Pyramids FC            | 1-1   | 1-3    | 2-4         |

1- el APR FC abandonó el torneo después del primer partido; fue vetado por la CAF en todos sus torneos por 3 años y multado con $4000.

2- el APR solicitó posponer el primer partido por la conmemoración del genocidio, pero fracasó en la CAF; eso llevó al Ismaily a un viaje a Nairobi, cuando los oficiales de migración de Ruanda se negaron a que el equipo entrara en el país. El APR fue declarado culpable por conducta inapropiada, expulsado del torneo y multado con $5000.

3- el juego fue abandonado en el minuto 82 cuando Maranatha FC ganaba 2-0 luego de que el APR FC abandonara el campo protestando un penal en contra; el APR FC fue expulsado de la competición y vetado por la CAF en todas sus competiciones por 3 años.

## Personal adminstrativo
- Presidente Honorario:  General James Kabarebe
- Presidente:  General de Brigada Alex Kagame
- Vice Gerente:  Hadj General de Brigada Mubaraka Muganga y  Mr. Alain Gakuba
- Secretario General:  Siboman Abdou
- Relaciones Públicas y Manager:  Stephen Mupende
- Manager de Información del Equipo:  Elie Bangira

## Cuerpo técnico
- Entrenador:  Mohammed Adil Erradi
- Asistente del Entrenador:  Ernie Brandts
- Manager del Equipo:  Capitán Eric Ntazinda
- Fisioterapeuta:  Teniente Venusté Muratwa
- Enfermero:  Ngabo Abdul

## Jugadores

### Jugadores destacados
- Didier Bizimana
- Fuadi Ndayisenga
- Karim Niizigiyimana
- Wembo Sutche
- Atcham Atcham
- Boubakary Sadou
- Labama Bokota
- Guy Basisila Lusadisu
- Kaka Masudi
- Tshitenge Mukandila
- Bukungu Ndjoli
- Mwembu Kimarwa Wa
- Titus Mulama
- Moses Odhiambo
- Mark Sirengo
- Chiukepo Msowoya
- Rassou Abbas
- Basile Bazibuhe
- Bobo Bola
- Joao Rafael Elias
- Aloua Gaseruka
- Jimmy Gatete
- Eric Habimana
- Jean Paul Habyarimana
- Idrissa Hakizimana
- Bonaventure Hategekimana
- Michel Hitimana
- Honore Kabongo
- Abdulkarim Kamanzi
- Olivier Karekezi
- Manfred Kizito
- Mana Lita
- André Lomami
- John Lomami
- Ben Mandela
- Patrick Mbeu
- Jean D'amour Mpayimana
- Jimmy Mulisa
- Djabir Mutarambirwa
- Patrick Mafisango Mutesa
- Aimé Désiré Ndizeye
- Mwemere Ngirinshuti
- Robert Ngunga
- Ramadhani Nkunzingoma
- Julien Nsengiyumva
- Eric Nshimiyimana
- Antoine Nyamsi
- Elias Nzamukunda
- Boniface Oluoch
- Fredrick Onyango Ocheng
- Frederic Rusanganwa
- Eric Serugaba
- Arafat Serugendo
- Abdul Sibomana
- Donatien Tuyisenge
- Bonfils Christian Twahirwa
- Robert Ujeneza
- Christian Uwumkiza
- Elias Uzamukunda
- Jeannot Witakenge
- Eric Yirirwahandi
- Boniface Pawasa
- Francis Gonzaga
- Alimansi Kadogo
- Vincent Kayizi
- Hassan Mubiru
- James Odoch
- Fred Okello Shaka
- Phillip Ssozi
- Abubaker Tabula
- Joseph Bwalya

### Equipo

#### Altas y bajas 2017–18 (verano)
| Altas            | Altas     | Altas        | Altas     | Altas |
| Jugador          | Posición  | Procedencia  | Tipo      | Costo |
| ---------------- | --------- | ------------ | --------- | ----- |
| Dennis Rukundo   | Defensa   | KCCA FC      | Traspaso. | --    |
| Fitina Omborenga | Defensa   | Agente libre | Libre.    | --    |
| Ernest Sugira    | Delantero | Agente libre | Libre.    | --    |

| Bajas                | Bajas          | Bajas               | Bajas     | Bajas |
| Jugador              | Posición       | Destino             | Tipo      | Costo |
| -------------------- | -------------- | ------------------- | --------- | ----- |
| Innocent Habyarimana | Centrocampista | Kiyovu Sport        | Traspaso. | --    |
| Patrick Sibomana     | Delantero      | Shakhtyor Soligorsk | Traspaso. | --    |